# Joeropsis faurei
Joeropsis faurei är en kräftdjursart som beskrevs av Mueller1991. Joeropsis faurei ingår i släktet Joeropsis och familjen Joeropsididae. Inga underarter finns listade i Catalogue of Life.